# Nephoptera
Nephoptera is een geslacht van rechtvleugeligen uit de familie sabelsprinkhanen (Tettigoniidae). De wetenschappelijke naam van dit geslacht is voor het eerst geldig gepubliceerd in 1929 door Uvarov.

## Soorten
Het geslacht Nephoptera omvat de volgende soorten:
- Nephoptera bienkoi Ragge, 1959
- Nephoptera dezfouliani Mirzayans & Morales-Agacino, 1969
- Nephoptera dlabolai Cejchan, 1974
- Nephoptera persica Uvarov, 1929
- Nephoptera richteri Bey-Bienko, 1958
- Nephoptera robusta Bey-Bienko, 1951
- Nephoptera sinica Steinmann, 1966
- Nephoptera tibialis Uvarov, 1929